# 川名大
川名 大（かわな はじめ、1939年3月31日 - ）は、日本の俳句研究者。

## 略歴
千葉県（現南房総市）生まれ。千葉県立安房高等学校、早稲田大学第一文学部卒、慶應義塾大学・東京大学両大学院修士課程にて近代俳句を専攻。三好行雄、高柳重信に学ぶ。東京都立三田高等学校教諭、聖光学院中学校・高等学校（横浜市）教諭、東京都公文書館史料編纂係などを歴任した。近代俳句の軌跡を俳句表現史の視点から構築。2022年、第22回現代俳句大賞受賞。

## 著書
- 『昭和俳句の展開』桜楓社 1979
- 『新興俳句表現史論攷』桜楓社 1984
- 『昭和俳句新詩精神の水脈』有精堂出版 1995
- 『現代俳句』ちくま学芸文庫 2001
- 『モダン都市と現代俳句』沖積舎 2002
- 『俳句は文学でありたい』沖積舎 2005
- 『挑発する俳句癒す俳句』筑摩書房 2010
- 『俳句に新風が吹くとき 芥川龍之介から寺山修司へ』文學の森 2014
- 『昭和俳句の検証 俳壇史から俳句表現史へ』笠間書院 2015

### 共編著
- 『新・俳句への招待』楠本憲吉共著 日貿出版社 1978
- 『俳句の本 光と風と水と』山下一海共著 朝日出版社 2000
- 『飯田龍太句集』編 (芸林21世紀文庫) 芸林書房 2002
- 『現代一〇〇名句集』全10巻 稲畑廣太郎、小澤克己,筑紫磐井,村上護共編 東京四季出版 2004-05